# 251
251 (CCLI na numeração romana) foi um ano comum do século III do Calendário Juliano, da Era de Cristo, a sua letra dominical foi E (52 semanas), teve início a uma quarta-feira e terminou também a uma quarta-feira.
| Ano completo                        |
| ----------------------------------- |
| Ano comum com início à quarta-feira |

## Eventos
- Março - Eleito o Papa Cornélio, 21º papa, que sucedeu ao Papa Fabiano.
- Junho - Batalha de Abrito, entre as tropas godas de Cniva e o exército romano de Décio.

## Mortes
- Junho - Décio, Imperador romano.
- Junho - Herênio Etrusco, Imperador romano.